# Campeonato Brasileiro Série A 2002
Die Campeonato Brasileiro Série A 2002 war die 46. Spielzeit der höchsten brasilianischen Fußballliga, der Série A.

## Saisonverlauf
Die Série A startete am 10. August 2002 in ihre neue Saison und endete am 15. Dezember 2002. Während des Wettbewerbs trafen alle 26 Vereine der Série A anhand eines vor der Saison festgelegten Spielplans einmal aufeinander. Die besten acht Mannschaften trafen danach in einer KO-Runde nochmals in Hin- und Rückspielen aufeinander. Der Sieger der beiden Finalspiele wurde der nationale Meister. Die Abschlusstabelle inklusive der Ergebnisse aus den KO-Spielen, wurde zur Festlegung der Qualifikation für die internationalen Wettbewerbe herangezogen.
In die Saison waren zwei Mannschaften aufgestiegen, aber vier wieder mussten wieder absteigen, da die Liga in der Saison 2003 um zwei Mannschaften verkleinert werden sollte.
Nach der Saison wurden wie jedes Jahr Auszeichnungen an die besten Spieler des Jahres vergeben. Der „Goldenen Ball“, vergeben von der Sportzeitschrift Placar, ging an Kaká vom FC São Paulo. Torschützenkönig mit 19 Treffern wurden Luís Fabiano vom FC São Paulo und Rodrigo Fabri vom Grêmio FBPA.

## Vorrunden-Tabelle
| Pl. | Verein                   | Sp. | S  | U | N  | Tore    | Diff. | Punkte |
| --- | ------------------------ | --- | -- | - | -- | ------- | ----- | ------ |
| 1.  | FC São Paulo             | 25  | 16 | 4 | 5  | 057:350 | +22   | 52     |
| 2.  | AD São Caetano           | 25  | 14 | 5 | 6  | 042:280 | +14   | 47     |
| 3.  | SC Corinthians           | 25  | 12 | 7 | 6  | 037:350 | +2    | 43     |
| 4.  | EC Juventude             | 25  | 12 | 5 | 8  | 034:300 | +4    | 41     |
| 5.  | Grêmio FBPA              | 25  | 11 | 8 | 6  | 039:290 | +10   | 41     |
| 6.  | Atlético Mineiro         | 25  | 12 | 4 | 9  | 049:430 | +6    | 40     |
| 7.  | Fluminense FC            | 25  | 12 | 4 | 9  | 043:460 | −3    | 40     |
| 8.  | FC Santos                | 25  | 11 | 6 | 8  | 046:360 | +10   | 39     |
| 9.  | Cruzeiro EC              | 25  | 11 | 6 | 8  | 040:390 | +1    | 39     |
| 10. | EC Vitória               | 25  | 11 | 4 | 10 | 046:420 | +4    | 37     |
| 11. | Coritiba FC              | 25  | 11 | 3 | 11 | 034:340 | ±0    | 36     |
| 12. | Goiás EC                 | 26  | 11 | 6 | 9  | 042:390 | +3    | 39     |
| 13. | AA Ponte Preta           | 25  | 10 | 4 | 11 | 035:340 | +1    | 34     |
| 14. | Athletico Paranaense (M) | 25  | 9  | 7 | 9  | 039:330 | +6    | 34     |
| 15. | CR Vasco da Gama         | 25  | 10 | 3 | 12 | 037:380 | −1    | 33     |
| 16. | Guarani FC               | 25  | 9  | 6 | 10 | 032:350 | −3    | 33     |
| 17. | Figueirense FC (N)       | 25  | 9  | 4 | 12 | 034:430 | −9    | 31     |
| 18. | CR Flamengo              | 25  | 8  | 6 | 11 | 038:390 | −1    | 30     |
| 19. | EC Bahia                 | 25  | 8  | 6 | 11 | 035:770 | −42   | 30     |
| 20. | Paysandu SC (N)          | 25  | 9  | 2 | 14 | 035:460 | −11   | 29     |
| 21. | SC Internacional         | 25  | 7  | 8 | 10 | 036:370 | −1    | 29     |
| 22. | Paraná Clube             | 25  | 8  | 4 | 13 | 037:420 | −5    | 28     |
| 23. | Portuguesa               | 25  | 7  | 6 | 12 | 026:400 | −14   | 27     |
| 24. | SE Palmeiras             | 25  | 6  | 9 | 10 | 037:460 | −9    | 27     |
| 25. | SE Gama                  | 25  | 7  | 4 | 14 | 030:390 | −9    | 25     |
| 26. | Botafogo FR              | 24  | 6  | 6 | 12 | 024:390 | −15   | 24     |

| (M) | Meister des Vorjahres    |
| (N) | Aufsteiger des Vorjahres |

## KO-Runde

### Viertelfinale
|                | Gesamt |                  | Hinspiel | Rückspiel |
| -------------- | ------ | ---------------- | -------- | --------- |
| FC São Paulo   | 2:5    | FC Santos        | 1:3      | 1:2       |
| EC Juventude   | 0:1    | Grêmio FBPA      | 0:0      | 0:1       |
| SC Corinthians | 8:3    | Atlético Mineiro | 6:2      | 2:1       |
| AD São Caetano | 2:3    | Fluminense FC    | 0:3      | 2:0       |

### Halbfinale
|                | Gesamt |               | Hinspiel | Rückspiel |
| -------------- | ------ | ------------- | -------- | --------- |
| FC Santos      | 3:1    | Grêmio FBPA   | 3:0      | 0:1       |
| SC Corinthians | 3:3    | Fluminense FC | 3:2      | 0:1       |

### Finale

#### Hinspiel
| FC Santos                                                       | FC Santos | SC Corinthians | SC Corinthians |
| --------------------------------------------------------------- | --- | --- | -------------- |
| FC Santos                                                       | \| 8. Dezember 2002 um 17:00 Uhr in São Paulo (Estádio do Morumbi) \| \| Ergebnis: 2:0 (1:0) \| \| Schiedsrichter: Antônio Pereira da Silva \| | \| 8. Dezember 2002 um 17:00 Uhr in São Paulo (Estádio do Morumbi) \| \| Ergebnis: 2:0 (1:0) \| \| Schiedsrichter: Antônio Pereira da Silva \|                                  | SC Corinthians |
| FC Santos                                                       | Fabio Costa, Michel, Preto, Alex Costa, Léo, Paulo Almeida, Renato, Elano, Diego, Robinho, Alberto Cheftrainer: Émerson Leão                   | Doni, Rogério, Fábio Luciano, Rafael Scheidt, Kléber, Vampeta, Fabrício, Renato Abreu (84. Leandro), Deivid (72. Marcinho), Guilherme, Gil Cheftrainer: Carlos Alberto Parreira | SC Corinthians |
| FC Santos                                                       | 1:0 Alberto (36.) 2:0 Renato (88.) | | SC Corinthians |
| FC Santos                                                       | Preto, Alberto | Renato | SC Corinthians |
| 8. Dezember 2002 um 17:00 Uhr in São Paulo (Estádio do Morumbi) | | |                |
| Ergebnis: 2:0 (1:0)                                             | | |                |
| Schiedsrichter: Antônio Pereira da Silva                        | | |                |

#### Rückspiel
| SC Corinthians                                                   | SC Corinthians | FC Santos | FC Santos |
| ---------------------------------------------------------------- | --- | --- | --------- |
| SC Corinthians                                                   | \| 15. Dezember 2002 um 17:00 Uhr in São Paulo (Estádio do Morumbi) \| \| Ergebnis: 2:3 (0:1) \| \| Schiedsrichter: Carlos Eugênio Simon \|                                             | \| 15. Dezember 2002 um 17:00 Uhr in São Paulo (Estádio do Morumbi) \| \| Ergebnis: 2:3 (0:1) \| \| Schiedsrichter: Carlos Eugênio Simon \|                                                | FC Santos |
| SC Corinthians                                                   | Doni, Rogério, Fábio Luciano, Anderson, Kléber, Vampeta, Fabinho (73. Fabrício), Renato Abreu (46. Marcinho), Deivid, Guilherme (73. Leandro), Gil Cheftrainer: Carlos Alberto Parreira | Fabio Costa, Maurinho, André Luís, Alex Costa, Léo, Paulo Almeida, Renato, Elano, Diego (3. Robert, 90. Michel), Robinho, William (73. Alexandre Alves da Silva) Cheftrainer: Émerson Leão | FC Santos |
| SC Corinthians                                                   | 1:1 Deivid (75.) 2:1 Ânderson (84.) | 0:1 Robinho (37., Elfmeter) 2:2 Elano (88.) 2:3 Léo (90.+2') | FC Santos |
| SC Corinthians                                                   | Fábio Luciano, Fabinho, Fabrício | Fábio Costa, Maurinho | FC Santos |
| 15. Dezember 2002 um 17:00 Uhr in São Paulo (Estádio do Morumbi) | | |           |
| Ergebnis: 2:3 (0:1)                                              | | |           |
| Schiedsrichter: Carlos Eugênio Simon                             | | |           |

## Abschlusstabelle
Die Tabelle der Vorrunde wurde ergänzt um die erzielten Tore und Anzahl der Spiele. Punkte für die Spiele wurden nicht vergeben. Das Ranking der ersten acht Mannschaften wurde neu gebildet in der Reihenfolge:
1. Anzahl Spiele
2. Erzielte Punkte

| Pl. | Verein                   | Sp. | S  | U | N  | Tore    | Diff. | Punkte |
| --- | ------------------------ | --- | -- | - | -- | ------- | ----- | ------ |
| 1.  | FC Santos                | 31  | 16 | 6 | 9  | 049:410 | +8    | 54     |
| 2.  | SC Corinthians 1         | 31  | 15 | 7 | 9  | 050:460 | +4    | 52     |
| 3.  | Grêmio FBPA 2            | 29  | 13 | 9 | 7  | 041:320 | +9    | 48     |
| 4.  | Fluminense FC            | 29  | 14 | 4 | 11 | 049:510 | −2    | 46     |
| 5.  | FC São Paulo             | 27  | 16 | 4 | 7  | 059:400 | +19   | 52     |
| 6.  | AD São Caetano           | 27  | 15 | 5 | 7  | 044:310 | +13   | 50     |
| 7.  | EC Juventude             | 27  | 12 | 6 | 9  | 034:310 | +3    | 42     |
| 8.  | Atlético Mineiro         | 27  | 12 | 4 | 11 | 052:510 | +1    | 40     |
| 9.  | Cruzeiro EC              | 25  | 11 | 6 | 8  | 040:390 | +1    | 39     |
| 10. | EC Vitória               | 25  | 11 | 4 | 10 | 046:420 | +4    | 37     |
| 11. | Coritiba FC              | 25  | 11 | 3 | 11 | 034:340 | ±0    | 36     |
| 12. | Goiás EC                 | 26  | 11 | 6 | 9  | 042:390 | +3    | 39     |
| 13. | AA Ponte Preta           | 25  | 10 | 4 | 11 | 035:340 | +1    | 34     |
| 14. | Athletico Paranaense (M) | 25  | 9  | 7 | 9  | 039:330 | +6    | 34     |
| 15. | CR Vasco da Gama         | 25  | 10 | 3 | 12 | 037:380 | −1    | 33     |
| 16. | Guarani FC               | 25  | 9  | 6 | 10 | 032:350 | −3    | 33     |
| 17. | Figueirense FC (N)       | 25  | 9  | 4 | 12 | 034:430 | −9    | 31     |
| 18. | CR Flamengo              | 25  | 8  | 6 | 11 | 038:390 | −1    | 30     |
| 19. | EC Bahia                 | 25  | 8  | 6 | 11 | 035:770 | −42   | 30     |
| 20. | Paysandu SC (N) 2        | 25  | 9  | 2 | 14 | 035:460 | −11   | 29     |
| 21. | SC Internacional         | 25  | 7  | 8 | 10 | 036:370 | −1    | 29     |
| 22. | Paraná Clube             | 25  | 8  | 4 | 13 | 037:420 | −5    | 28     |
| 23. | Portuguesa               | 25  | 7  | 6 | 12 | 026:400 | −14   | 27     |
| 24. | SE Palmeiras             | 25  | 6  | 9 | 10 | 037:460 | −9    | 27     |
| 25. | SE Gama                  | 25  | 7  | 4 | 14 | 030:390 | −9    | 25     |
| 26. | Botafogo FR              | 24  | 6  | 6 | 12 | 024:390 | −15   | 24     |

| (M) | Meister des Vorjahres    |
| (N) | Aufsteiger des Vorjahres |

## Torschützenliste
| Pl. | Nat.        | Spieler       | Verein        | Tore    |
| --- | ----------- | ------------- | ------------- | ------- |
| 1   | Brasilianer | Luís Fabiano  | São Paulo     | 19 Tore |
| 1   | Brasilianer | Rodrigo Fabri | Grêmio        | 19 Tore |
| 3   | Brasilianer | Dimba         | Goiás         | 17 Tore |
| 4   | Brasilianer | Romário       | Fluminense    | 16 Tore |
| 5   | Brasilianer | Mancini       | Cruzeiro      | 15 Tore |
| 5   | Brasilianer | Ramón         | Vasco da Gama | 15 Tore |
| 7   | Brasilianer | Liédson       | Flamengo      | 14 Tore |
| 8   | Brasilianer | Deivid        | Corinthians   | 13 Tore |
| 8   | Brasilianer | Guilherme     | Corinthians   | 13 Tore |
| 8   | Brasilianer | Maurílio      | Paraná Clube  | 13 Tore |

Liste der Fußball-Torschützenkönige Série A (Brasilien)